# Formoso
Formoso (Roma, 816-Roma, 4 de abril de 896) fue el 111.º papa de la Iglesia católica, de 891 a 896.

## Biografía

### Episcopado
Consagrado obispo de Portus en 864 por el papa Nicolás I, actuó como legado pontificio en Bulgaria (866), ya que el príncipe de aquel país solicitó al papa que lo enviase como arzobispo; pero Nicolás I llamó a Formoso de Bulgaria, enviándolo a Constantinopla con motivo del cisma provocado por Focio. 
Posteriormente, fue legado en el Reino de Francia (869 y 872) donde fue el encargado de convencer a Carlos el Calvo de que aceptara la corona imperial.
En 877, al apoyar la coronación como rey de Italia de Arnulfo, se enfrentó al entonces papa Juan VIII, que apoyaba al monarca franco Carlos el Calvo, lo que le valió ser expulsado de su diócesis y la excomunión.
Es posible que Formoso hubiese criticado en algún sentido la actitud política de Juan VIII. Lo cierto es que la amistad de Formoso con otros elementos levantiscos de Roma fue causa de su ruina. Los partidarios de la facción teutónica, entre los cuales Formoso era de los más conspicuos, crearon grandes disturbios y fueron condenados. 
Formoso huyó de Roma, aumentando con ello las sospechas que de él se tenían. 
La excomunión le sería levantada, en 883, al acceder al papado Marino I, siendo restituido en su sede de Portus. 
Tras los pontificados de Marino I (882-884), de Adriano III (884-885) y de Esteban V (885-891), Formoso fue elegido papa por unanimidad en 891.

## Pontificado

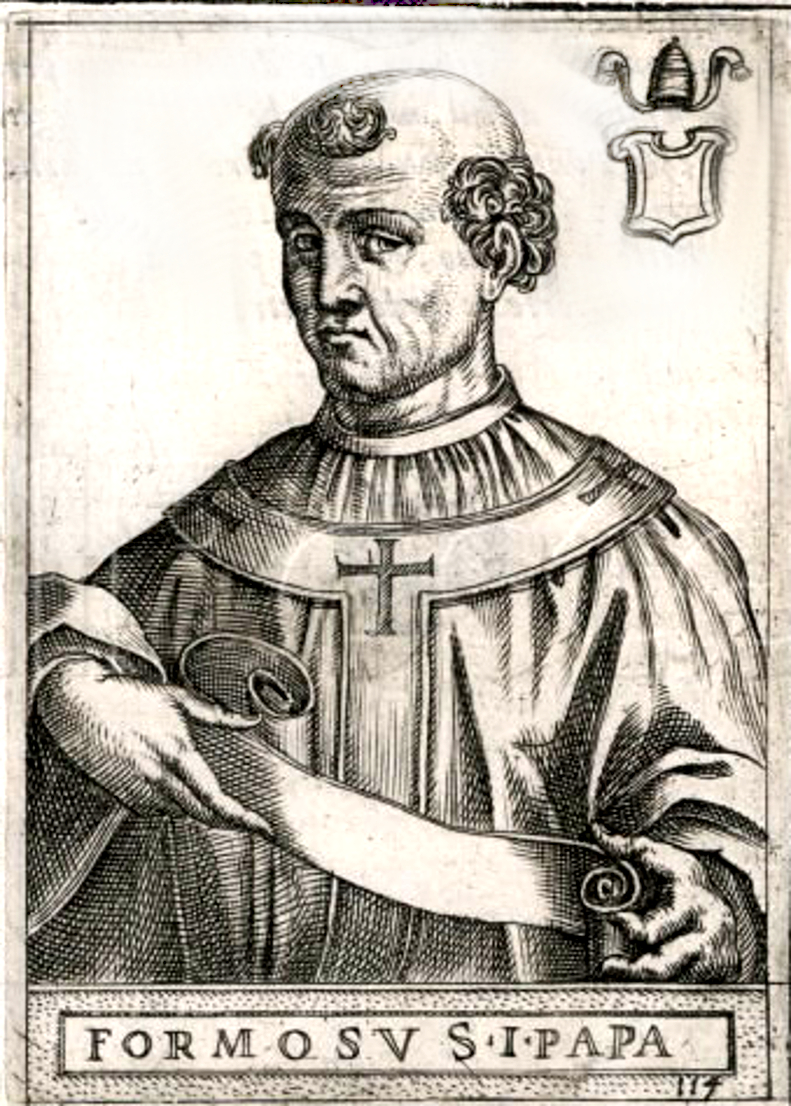
El papa Formoso

El 30 de abril de 892, presionado por el emperador Guido III de Spoleto, se vio forzado a coronar como emperador y sucesor al hijo de este, Lamberto de Spoleto.
A la muerte de Guido en 894, Lamberto se convirtió en el nuevo emperador y fue coronado en Rávena al tiempo que Formoso comenzaba contactos con el rey alemán Arnulfo de Carintia, a quien convenció para que avanzara sobre Roma y liberase el reino de Italia de la familia Spoleto. 
Arnulfo atravesó los Alpes y asaltó Roma en febrero de 896, expulsó a Lamberto y fue nombrado nuevo emperador por Formoso en el atrio de la Antigua Basílica de San Pedro. Poco después, el 4 de abril de 896, el papa Formoso falleció.
El biógrafo Nicolás I lo menciona como «obispo de gran santidad y ejemplares costumbres»; hasta el maldiciente y crítico escritor Liutprando de Cremona elogió su «piedad y su ciencia de las cosas divinas», y lo mismo hicieron otros cronistas.
Formoso también se preocupó del embellecimiento de la Basílica de San Pedro con algunos mosaicos que duraron hasta la demolición que mandó hacer Paulo V de la parte inferior de aquel edificio. Durante su pontificado mandó también ejecutar en una pequeña iglesia próxima al templo de Claudio una pintura que representaba a Cristo entre los santos Pedro y Pablo, Lorenzo e Hipólito, a los pies de los cuales se veía, en un lado un príncipe bárbaro, y en el otro a Formoso. Aquel personaje probablemente representaba a Bogoris, rey de Bulgaria, y era un recuerdo de la misión hecha por el papa en aquellas regiones. En la pintura, descubierta en 1869, hoy desaparecida, ya no se podía distinguir la figura, pero sí el nombre de Formoso.

## El sínodo del cadáver

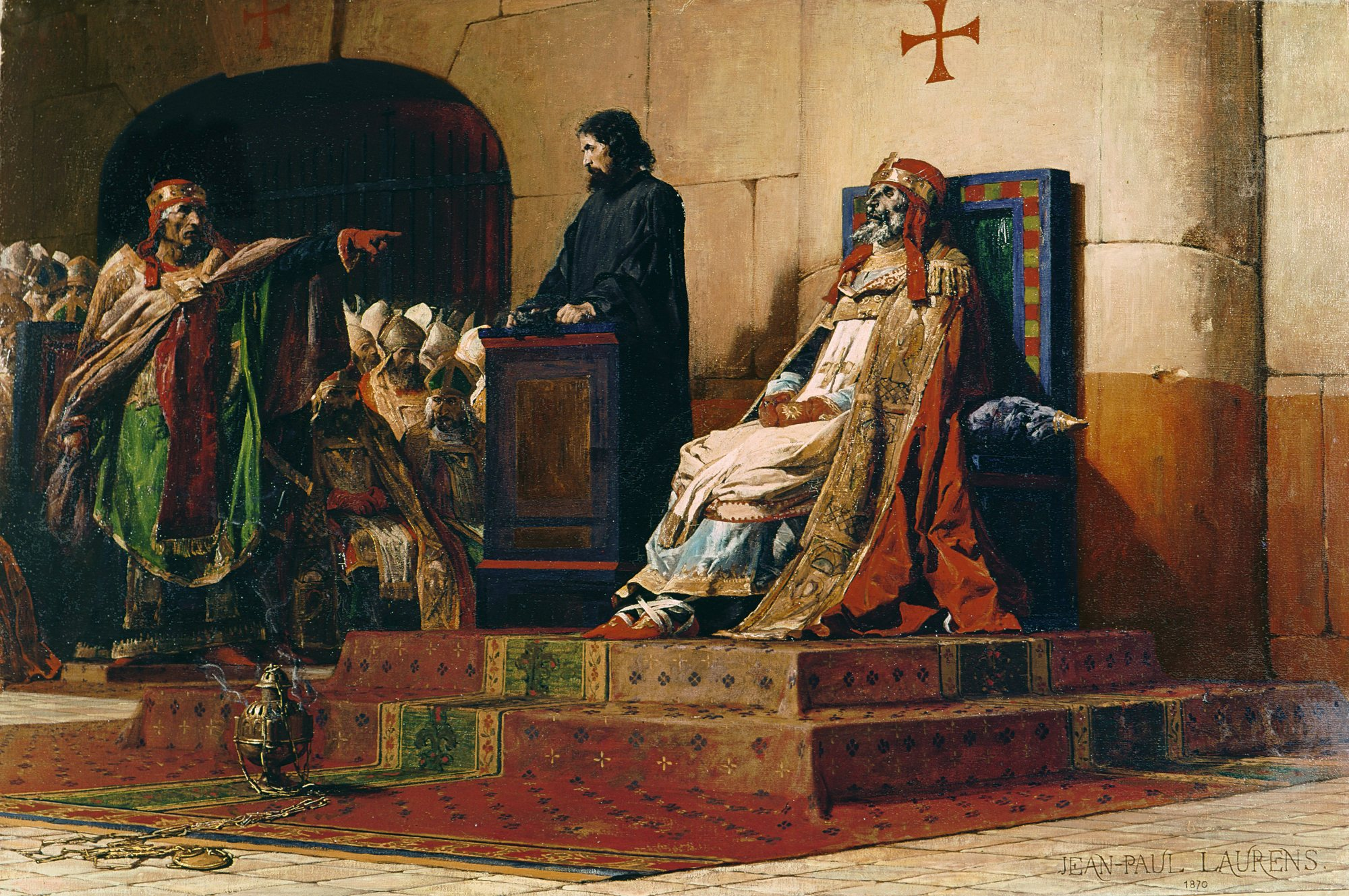
El papa Formoso y Esteban VI, pintado por Jean-Paul Laurens.

El mismo año de la muerte de Formoso, subió al trono pontificio Bonifacio VI con el apoyo de Lamberto de Spoleto, quien había vuelto a tomar el control de Roma al caer enfermo Arnulfo y verse obligado a abandonar la península italiana. Lamberto, junto a su madre Ageltruda, impulsó la realización de un juicio contra el papa difunto, que no había apoyado a la familia Spoleto en sus reivindicaciones políticas.
Esteban VI, sucesor de Bonifacio VI (quien había muerto al poco de ser elegido papa), ordenó, nueve meses después de la muerte de Formoso, exhumar su cadáver y someterlo a juicio en un concilio que reunió a tal fin y que ha pasado a la historia como el Concilio cadavérico, Sínodo del terror o Sínodo del cadáver.
En dicho concilio, celebrado bajo la presidencia de Esteban VI en la Basílica constantiniana, se procedió a revestir el cadáver de Formoso de los ornamentos papales y se lo sentó en un trono para que escuchara las acusaciones, la principal de las cuales fue que, siendo obispo de una diócesis, la de Porto, la había abandonado para ocupar como papa la diócesis de Roma.
Encontrado culpable, se declaró inválida su elección como papa y se anularon todas los actos y ordenaciones de su papado. A continuación, se despojó el cadáver de sus vestiduras, se le arrancaron de la mano los tres dedos con que impartía las bendiciones papales y sus restos fueron depositados en un lugar secreto, donde permanecieron varios meses hasta la entronización de Teodoro II (cuyo pontificado tan solo duró veinte días, aunque la rehabilitación de Formoso se había iniciado con el papa Romano) cuando fueron restituidos a la Antigua Basílica de San Pedro. 
El papa Juan IX convocó dos concilios, uno en Rávena y otro en Roma, en los cuales se promulgó que toda acusación en tribunales sobre una persona muerta fuese prohibida. Sin embargo, el papa Sergio III, al acceder el trono en el 904, anuló tanto los concilios convocados por Juan IX y Teodoro II e inició un segundo juicio contra el cadáver, hallándolo nuevamente culpable. Los restos de Formoso fueron arrojados entonces al Tíber para que «desapareciesen de la faz de la tierra», pero según la leyenda se enredaron en las redes de un pescador, que lo extrajo de las aguas y lo escondió. Finalizado el pontificado de Sergio III, los restos fueron depositados en el Vaticano, donde yacen hasta el día de hoy. 
En 1464 el cardenal Pietro Barbo, al ser elegido papa, tuvo que ser disuadido de llevar el nombre de Formoso II, para en su lugar llevar el de Paulo II.